# Spialia nanus
The Dwarf Sandman (Spialia nanus) là một loài bướm ngày thuộc họ Hesperiidae. Nó được tìm thấy ở Nam Phi, in miền tây Cape, miền tây Orange Free State, miền nam North West Province và miền bắc Cape.
Sải cánh dài 18–24 mm đối với con đực và 23–27 mm đối với con cái. Có hai lứa trưởng thành một năm with peaks từ tháng 3 đến tháng 4 và từ tháng 9 đến tháng 10.
Ấu trùng ăn Hermannia diffusa, Hermannia incana, Hermannia comosa, Hermannia cuneifolia, Hermannia pulverata và Hebiscus aethiopicus.